# لاركن كيروين
لاركن كيروين هو فيزيائي وسياسي كندي، ولد في 22 يونيو 1924 في مدينة كيبك في كندا، وتوفي في 1 مايو 2004. انتخب عميد جامعة لافال ‏ (1972 – 1977).